# 1877
Cette page concerne l'année 1877 (MDCCCLXXVII en chiffres romains) du calendrier grégorien.
L'année 1877 est une année commune qui commence un lundi.

## Événements

### Afrique
- 31 mars : sir Henry Bartle Frere prend ses fonctions de gouverneur du Cap (fin en 1880)[1].
- 12 avril : le Transvaal en Afrique du Sud est annexé par le Royaume-Uni (Disraeli). Motivée par la découverte de nouveaux gisement de diamants, cette décision se heurtera à la résistance des Boers[2].
- 5 mai : le général britannique Gordon Pacha (1833-1885) devient gouverneur-général du Soudan égyptien (1877-1879)[3]. Gordon Pacha confie à l’Italien Romolo Gessi (it) l’administration du Bahr el-Ghazal (1878). Un autre Italien, Messedaglia, est chargé d’administrer le Darfour.
- 11 mai : décret du Portugal organisant l’exploration de la zone entre l’Angola et le Mozambique[4].
- 20 juin : émancipation des esclaves « mozambiques » (importés d’Afrique) à Madagascar[5].
- 30 juin : installation de la Church Missionary Society (anglicans) au Bouganda[6].
- 7 juillet : départ de Lisbonne de l’expédition de Serpa Pinto[4].
- 4 août : convention anglo-égyptienne pour l’abolition de la traite des esclaves au Soudan[7]. La promotion de non-musulmans dans l’administration soudanaise suscite l’hostilité de la population et des fonctionnaires déjà en place. L’arrêt de la traite ruine le commerce du Soudan.
- 9 août : l’expédition de Stanley, partie de Zanzibar en 1874 à travers la région des lacs et le bassin du Congo atteint la côte Atlantique à Boma[8].

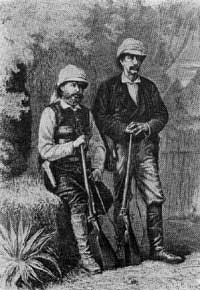
Capelo et Ivens.

- 12 novembre, Benguela : début de l’exploration de l’Angola par les explorateurs portugais Serpa Pinto, Hermenegildo Capelo et Roberto Ivens (fin en 1879)[9]. Ils entreprennent plusieurs expéditions afin de prendre de vitesse la Grande-Bretagne. Le Portugal impose son autorité aux populations vivant entre l’Angola et le Mozambique.

### Amérique
- 2 mars : compromis Hayes-Tilden. Le républicain Rutherford B. Hayes est déclaré président des États-Unis[10].
- 5 mai : Porfirio Díaz, candidat unique, est élu président constitutionnel de la république du Mexique[11] (1877-1880 et 1884-1911). Il impose une dictature (Porfiriat). Progressiste et autoritaire, il entreprend de moderniser le Mexique au nom du positivisme grâce aux cientificos, un groupe d’intellectuels qui vont sans cesse le conseiller.
- 29 mai : incident naval de Pacocha, pendant la rébellion de Nicolas de Pierola contre le gouvernement péruvien de Mariano Ignacio Prado[12]. Il oppose pour la seule et unique fois de l’histoire des bâtiments de la Royal Navy à un navire de guerre péruvien.
- 16 juillet : début d’une grève ferroviaire aux États-Unis qui évolue en grève générale pour la journée de travail de 8 heures[13].
- 20 juillet : neuf grévistes sont tués par la milice du Maryland à Baltimore[14].
- 21 juillet : vingt grévistes sont tués et des centaines blessés dans un assaut des troupes fédérales à Pittsburgh[14].

### Asie et Pacifique
- 1er janvier : Victoria du Royaume-Uni est proclamée solennellement impératrice des Indes par l’assemblée (darbar) de Delhi présidée par lord Lytton[15]. Les princes indiens deviennent vassaux de la couronne. L’administration de l’Inde est absolument centralisée, car les gouverneurs de province ne sont que les délégués du vice-roi qui les nomme et qui dirige l’empire depuis Calcutta. Cette centralisation prend progressivement la forme d’une machine bureaucratique et conservatrice.
- 22 janvier : arrivée à Londres de Songtao Guo, premier ambassadeur chinois au Royaume-Uni[16]. Les premières ambassades chinoises sont ouvertes dans les principales capitales occidentales.
- 29 janvier : début de la rébellion de Satsuma ou guerre du sud-Ouest au Japon[17]. Les samouraïs, déçus par le nouveau régime, se soulèvent à Kagoshima, sur l'île de Kyūshū. Le gouvernement impérial envoie sa nouvelle armée de conscrits pour combattre les quarante mille insurgés. Les combats durent plusieurs mois, et l’armée impériale est victorieuse.
- 22 février-14 avril, Japon : les rebelles de Satsuma assiègent le château de Kumamoto ; après l’arrivée de l’armé impériale, ils se replient sur Kagoshima[18].
- 4-20 mars : victoire décisive de l’armée impériale japonaise à la bataille de Tabaruzaka[19].

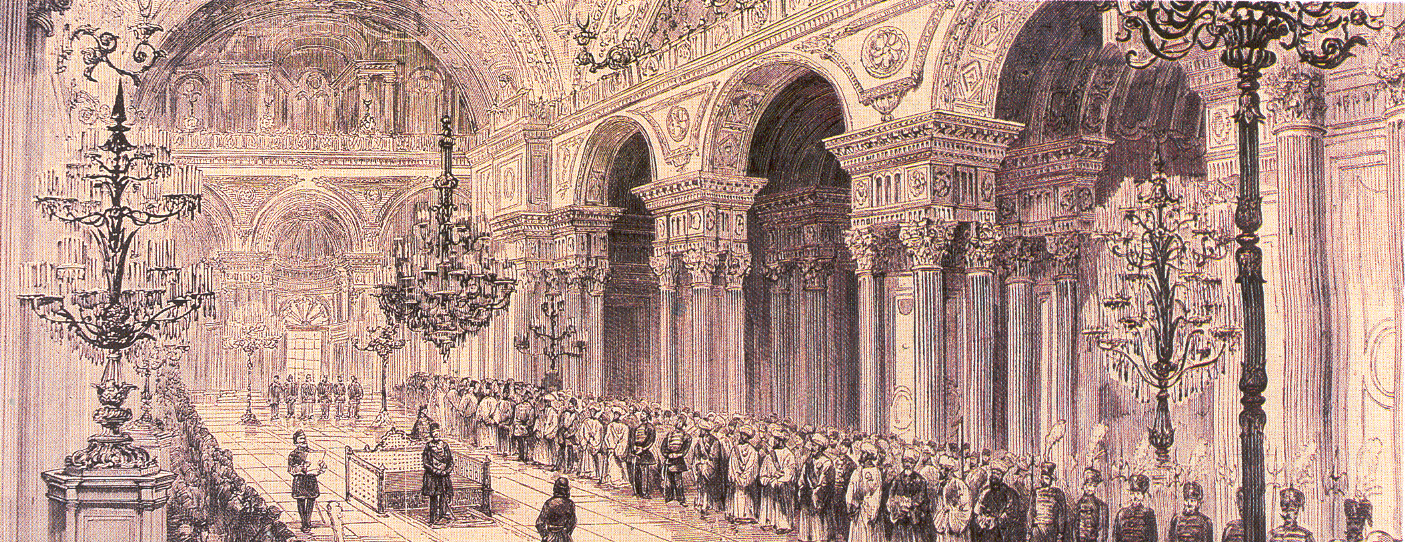
17 mars : cérémonie d'ouverture du premier parlement ottoman au palais de Dolmabahçe.

- 17 mars, Empire ottoman : les députés se réunissent pour l’ouverture de la première session parlementaire qui se tient dans le cadre de la nouvelle Constitution[20].
- 12 avril : création de l’université de Tokyo[21].
- 23 avril : les Chinois entament la reconquête du Xinjiang[22] (1877-1878).
- 16 mai : prise de Turfan par les forces chinoise[23]. Yaqub Beg, maître du Tarim (Kachgarie), meurt dans des circonstances controversées le 29 mai, suicide[22] ou assassinat[24]. La Kachgarie est réintégrée à la Chine. Les troupes chinoisent s’emparent d’Aksou (19 octobre), de Yarkand (21 décembre), de Kachgar (26 décembre) et de Khotan le 4 janvier 1878[25].
- 17 août-27 septembre : tournée de lord Lytton dans la province de Madras et le Mysore pour constater l’ampleur de la famine et prendre des mesures de secours en concertation avec le duc de Buckingham[15].
- 20 août : Chinese Immigrants Regulation Act. Le nouveau gouverneur du Queensland (Australie) promulgue une loi sur le contrôle de l’immigration chinoise[26].
- 24 septembre :
  - victoire de l’armée impériale japonaise à la bataille de Shiroyama. Fin de la rébellion de Satsuma. Le chef de la révolte, Takamori Saigō, se suicide[27]. La caste des samouraïs est dissoute.
  - couronnement de Pōmare V, roi de Tahiti, Moorea et dépendance[28].

### Europe
- 10 janvier : recul des nationaux-libéraux aux législatives en Allemagne[29]. Le parti au pouvoir paie un tribut à la crise économique qui a invalidé le discours libéral au profit des protectionnistes. Le parti social-démocrate allemand obtient 12 sièges au Reichstag.
- 15 janvier : accord entre la Russie et l’Autriche-Hongrie signé à Budapest, prévoyant un partage des Balkans sur la base de l’entrevue de Reichstadt (1876)[30].
- 18 janvier : la Porte refuse la demande de la Conférence de Constantinople de donner plus d’autonomie aux Balkans[31].
- 21 février-14 mars : grands procès des Cinquante populistes de Moscou (fin en 1878). Il se solde par 14 condamnations aux travaux forcés, dont 9 seront commuées[32]. Le nombre de déportations est en augmentation (19 000 entre 1875 et 1878).
- 24 avril : début de la guerre russo-turque à propos des Balkans (fin en 1878). Alexandre II de Russie déclare la guerre au sultan Abdülhamid II. La Roumanie apporte son soutien à la Russie et autorise le passage de troupes russes sur son territoire[31]. La Russie prend l’Empire ottoman en tenaille, à l’ouest dans les Balkans, à l’est par le Caucase.
- 30 avril - 3 mai : premier congrès catholique autrichien à Vienne[33].

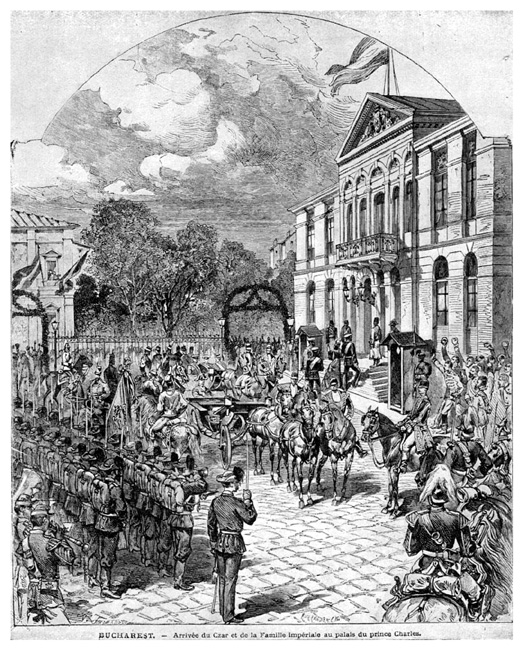
27 mai/8 juin : arrivée du tsar Alexandre II de Russie à Bucarest

- 3 mai : les Ottomans bombardent Brăila et les villes roumaines du Danube[34].
- 11-12 mai : la Chambre des députés de Bucarest déclare la guerre à la Porte[34]
- 16 mai : crise institutionnelle en France[35].
- 22 mai (10 mai du calendrier julien) : l’assemblée de Bucarest prend acte de « l’indépendance absolue de la Roumanie »[36]. Elle réclame la reconnaissance immédiate de l’indépendance par les puissances et le delta du Danube et la Dobroudja comme indemnité de guerre.
- 31 mai : création  de la Fédération nationale libérale à Birmingham au Royaume-Uni[37].
- 18-28 juin, Londres : procès Knowlton. Charles Bradlaugh et Annie Besant sont condamnés pour la publication de l’ouvrage de Charles Knowlton, The Fruits of Philosophy, or the Private Companion of Young Married People qui porte sur le contrôle des naissances, jugé « indécent »[38]. La néomalthusienne Annie Besant livre un combat judiciaire pour imposer le droit à la contraception.
- Été : échec d’une insurrection paysanne préparée par le populiste I. Stefanovitch à Tchyhyryne, en Ukraine, à l’aide d’un faux manifeste du tsar censé ordonner à ses fidèles paysans de se révolter contre les propriétaires fonciers[39],[40]. Elle échoue comme la majorité des actions tentées par les populistes en direction des paysans.
- 22 juin : les armées du tsar passent le Danube[34].
- 25 juin : défaite russe à la bataille de Kizil Tepe devant Kars[41].
- 16 juillet : les Russes prennent Nicopolis[34]. L’armée ottomane se replie sur Plevna.
- 19 juillet : les troupes russes poursuivent leur avance et forcent la résistance au col de Chipka[42].

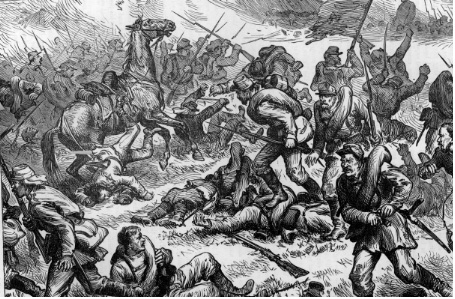
20 juillet-10 décembre : siège de Pleven

- 20 juillet - 10 décembre : échec russe devant la forteresse de Plevna (Pleven). L’armée roumaine participe aux combats[31].
- 3 novembre : victoire du libéral Jan Kappeyne van de Coppello aux élections aux Pays-Bas[43].
- 18 novembre : les troupes russes s’emparent de Kars dans le Caucase[31].
- 10 décembre : Plevna capitule[42].

## Naissances en 1877

### Janvier
- 2 janvier : Jos Jullien, médecin généraliste, homme politique, préhistorien, peintre, graveur et homme de lettres français († 22 mai 1956).
- 4 janvier : Gibson Gowland, acteur anglais († 9 septembre 1951).
- 14 janvier : Paul Bourillon, coureur cycliste français († 14 avril 1942).
- 20 janvier :
  - Aymé Kunc, compositeur français, directeur du conservatoire de musique de Toulouse († 13 février 1958).
  - Raymond Roussel, écrivain français († 14 juillet 1933).
- 24 janvier :
  - Hector Louis Goffint, peintre belge († 1er septembre 1953).
  - Ferdinand Raffin, peintre et illustrateur français († 19 avril 1954).
  - Sydney Lough Thompson, peintre néo-zélandais († 8 juin 1973).
- 26 janvier : Kees van Dongen, peintre français d'origine néerlandaise († 28 mai 1968).
- 28 janvier : Pierre Dolley, peintre et directeur de la photographie français († 29 août 1955).

### Février
- 2 février : Margarete Zuelzer, zoologiste allemande († 29 août 1943).
- 9 février : Paul Sordes, peintre, pianiste et scénographe français († 20 mai 1937).
- 15 février : René Charles Edmond His, peintre français († 29 décembre 1960).
- 17 février :
  - Adélaïde Ametis, peintre italienne († 18 juin 1949).
  - André Maginot, homme politique français († 7 janvier 1932).
- 18 février : Auguste Desch, peintre et graveur français († 28 août 1924).
- 19 février :
  - Louis Aubert, compositeur français († 9 janvier 1968).
  - Else Berg, artiste peintre germano-néerlandaise († 19 novembre 1942).
- 21 février :
  - Jean Capart, égyptologue belge († 16 juin 1947).
  - Ivan Vavpotič, peintre austro-hongrois puis yougoslave († 11 janvier 1943).
- 22 février : Maurice Costello, acteur et réalisateur américain († 28 octobre 1950).
- 26 février : Fernand Guey, peintre français († 25 janvier 1964).
- 28 février : Sergueï Bortkiewicz, compositeur ukraino-autrichien († 25 octobre 1952).

### Mars
- 1er mars : Albert Dupuis, compositeur belge († 19 septembre 1967).
- 4 mars : Maxime Clément, peintre et musicien français († 1963).
- 7 mars : Thorvald Ellegaard, coureur cycliste danois († 27 avril 1954).
- 10 mars : Frank Stanmore, acteur anglais († 15 août 1943).
- 15 mars : Montagu Love, acteur et illustrateur anglais († 17 mai 1943).
- 17 mars : Albert Hahn, peintre, dessinateur, caricaturiste et affichiste néerlandais († 3 août 1918).
- 18 mars :
  - Arthur Midy, peintre français († 13 mars 1944).
  - George Sidney, acteur américain d'origine hongroise († 29 avril 1945).
- 19 mars : Thérèse Marthe Françoise Cotard-Dupré, peintre française († 13 avril 1920).
- 21 mars : Maurice Farman, pionnier français de l'aviation († 25 janvier 1964).
- 23 mars : Fabien Launay, peintre, dessinateur, graveur et caricaturiste français († 7 février 1904).
- 25 mars : Henri Mirande, illustrateur et peintre français († 21 septembre 1955).
- 28 mars : Salomon Taib, peintre français († 8 novembre 1951).
- 29 mars : Boleslas Biegas, peintre, sculpteur symboliste, écrivain et auteur dramatique franco-polonais († 30 septembre 1954).
- 30 mars : Charles Émile Egli, graveur, illustrateur et peintre suisse naturalisé français († 9 novembre 1937).

### Avril
- 1er avril : 
  - Aurelia Reinhardt, éducatrice américaine, activiste, présidente du Mills College, († 28 janvier 1948).
  - Vassil Zakharka, homme politique russe puis biélorusse et soviétique († 14 mars 1943).
- 2 avril :
  - Paul Charavel, peintre français († 16 mai 1961).
  - Arnold Schering, musicologue allemand († 7 mars 1941).
- 5 avril : Henri-Émile Rogerol, peintre portraitiste, paysagiste, sculpteur et céramiste français († 11 février 1947).
- 10 avril : Henry Ottmann, peintre français († 1er juin 1927).
- 11 avril : Paul Henry, artiste britannique († 24 août 1958).
- 16 avril :
  - Hermann Martens, coureur cycliste sur piste allemand († 1916).
  - André de Székély, peintre hongrois naturalisé français († 5 janvier 1964).
- 17 avril : Lionel Pape, acteur anglais († 21 octobre 1944).
- 18 avril :
  - Henriette Desportes, peintre française († 5 octobre 1951).
  - Carlos Ibarguren, universitaire, juriste, historien et homme politique argentin († 3 avril 1956).
- 24 avril : Charles Cuvillier, compositeur français († 14 février 1955).
- 30 avril : Léon Flameng, coureur cycliste français († 2 janvier 1917).

### Mai
- 3 mai :
  - Karl Abraham, médecin et psychanalyste allemand († 25 décembre 1925).
  - Alméry Lobel-Riche, peintre, graveur et illustrateur français († 11 mai 1950).
- 4 mai : Jean Laudy, peintre néerlandais († 6 février 1956).
- 5 mai : Halfdan Egedius, peintre, dessinateur et graveur norvégien († 2 février 1899).
- 7 mai : Jean-Bertrand Pégot-Ogier, peintre et dessinateur français († 2 octobre 1915).
- 9 mai : Morin-Jean, archéologue, peintre, graveur et illustrateur français († 9 mars 1940).
- 11 mai : Jeanne Baudot, peintre française († 27 juin 1957).
- 17 mai : Émile Daru, écrivain, journaliste et professeur français († 28 octobre 1965).
- 13 mai : Tavík František Šimon, peintre, graveur et enseignant austro-hongrois puis tchécoslovaque († 19 décembre 1942).
- 19 mai : Avel Enoukidzé, homme politique russe puis soviétique († 30 octobre 1937).
- 20 mai : Jean Dunand, peintre et sculpteur français d'origine suisse († 7 juin 1942).
- 21 mai : Paul Reboux, écrivain, journaliste et peintre français († 14 février 1963).
- 24 mai : Pierre Forthomme, homme politique belge († 2 décembre 1959).
- 26 mai : Isadora Duncan, danseuse américaine († 14 septembre 1927).

### Juin
- 2 juin : Gustave Samazeuilh, compositeur et critique musical français († 4 août 1967).
- 3 juin :
  - Maurice Delcourt, peintre, dessinateur et graveur français († 29 décembre 1916).
  - Raoul Dufy, peintre français († 23 mars 1953).
- 4 juin : Edwin Milton Abbott, avocat et poète américain † 8 novembre 1940).
- 14 juin : Jane Bathori (Jeanne-Marie Berthier), chanteuse d'opéra française († 25 janvier 1970).
- 17 juin : William Fazan, acteur britannique († 1942).
- 19 juin : Mario Tamagno, architecte italien († 1941)
- 21 juin : Henri Calvet, peintre et sculpteur français († 8 décembre 1948).
- 27 juin :
  - William Clifford, acteur américain († 23 décembre 1941).
  - Simon Srugi, frère salésien, enseignant, infirmier, vénérable catholique († 27 novembre 1943).
- 28 juin : Henry Jacques Delpy, peintre français († 24 novembre 1957).
- 30 juin : Émile Boyer, peintre paysagiste français († 1948).

### Juillet
- 2 juillet :
  - Hermann Hesse, romancier, poète, peintre et essayiste allemand puis suisse  († 9 août 1962).
  - John Big Tree, acteur américain († 6 juillet 1967).
- 5 juillet : Louis Degallaix, peintre français († 23 avril 1951).
- 6 juillet : Arnaud Massy, joueur de golf français († 16 avril 1950).
- 10 juillet : Hélène Dutrieu, cycliste, motocycliste, coureuse automobile et aviatrice belge († 26 juin 1961).
- 11 juillet : Vladimir Tsybine, compositeur, flûtiste et chef d'orchestre russe puis soviétique († 29 mai 1949).
- 13 juillet : Erik Scavenius, homme politique danois († 29 novembre 1962).
- 17 juillet : 
  - Marie-Thérèse de Lataulade, historienne française.
  - Harold Austin, joueur de cricket et homme politique barbadien († 27 juillet 1943).
- 18 juillet : Julie de Graag, aquarelliste, graveuse, dessinatrice et peintre néerlandaise († 2 février 1924).
- 21 juillet : Biagio Biagetti, peintre et restaurateur d'art italien († 2 avril 1948).
- 28 juillet :
  - Virgile Gaillard, footballeur français († ?).
  - Paul Iské, peintre français († 24 avril 1961).

### Août
- 3 août : Georges Paul Leroux, peintre français († 16 février 1957).
- 11 août : Aloïs Catteau, coureur cycliste belge († 1er novembre 1939).
- 15 août : Francisc Șirato, peintre et graphiste roumain († 4 août 1953).
- 16 août :
  - Augusto Giacometti, peintre suisse († 9 juin 1947).
  - Jean Émile Laboureur, peintre, dessinateur, graveur, aquafortiste, lithographe et illustrateur français († 16 juin 1943).
- 19 août : Georges Jacob, organiste, improvisateur et compositeur français († 28 décembre 1950).
- 25 août : Jānis Jaunsudrabiņš, poète et écrivain letton († 28 août 1962).
- 26 août : Bortolo Belotti, homme politique, historien et juriste italien († 24 juillet 1944).
- 29 août : Hasan Tahsin Uzer, haut fonctionnaire et homme politique ottoman et turc († 3 décembre 1939).

### Septembre
- 5 septembre : Albert Roelofs, peintre, aquafortiste, lithographe, dessinateur et aquarelliste néerlandais († 31 décembre 1920).
- 7 septembre : Louis Andlauer, organiste et compositeur français († 1915).
- 9 septembre : Charles Paris, peintre paysagiste français († 29 février 1968).
- 11 septembre : Félix Dzerjinski, révolutionnaire communiste russe puis soviétique († 20 juillet 1926).
- 15 septembre : Olena Koultchytska, peintre et enseignante austro-hongroise, polonaise puis soviétique († 8 mars 1967).
- 17 septembre : Jean Huré, pianiste, organiste, musicologue, musicographe, théoricien et compositeur français († 27 janvier 1930).
- 19 septembre : Zhang Renjie, homme politique et homme d'affaires chinois († 3 septembre 1950).
- 20 septembre : Armand Marsick, compositeur belge († 30 avril 1959).
- 25 septembre : Plutarco Elías Calles, président du Mexique  († 19 octobre 1945).
- 26 septembre : Edmund Gwenn, acteur britannique († 6 septembre 1959).

### Octobre
- 5 octobre : Annie Pétain, de son vrai nom Alphonsine Eugénie Berthe Hardon, épouse de Philippe Pétain († 30 janvier 1962).
- 7 octobre : Gustave Pasquier, coureur cycliste français († 6 avril 1965).
- 8 octobre : Marcel Arnaud, peintre français († 18 mars 1956).
- 9 octobre : Piotr Outkine, peintre symboliste russe puis soviétique († 17 octobre 1934).
- 11 octobre : Henri-Marcel Magne, peintre et décorateur français († 1er juillet 1944).
- 14 octobre : Émile-Allain Séguy, peintre décorateur français († 22 juin 1951).
- 15 octobre : Hassard Short, acteur, metteur en scène, décorateur, éclairagiste et producteur de théâtre anglais († 9 octobre 1956).
- 16 octobre : Claude Dalbanne, bibliographe, historien, peintre, illustrateur et graveur français († 3 juin 1964).
- 17 octobre : Wang Yitang, chef militaire et homme politique chinois († 10 septembre 1948).
- 19 octobre : Maurice Perronnet, peintre, administrateur de théâtre et maître d'armes français († 1er avril 1950).
- 24 octobre : Ernst Mielck, compositeur finlandais († 22 octobre 1899).
- 25 octobre : Maurice Lacoin, ingénieur, industriel et homme d'affaires français († 13 mai 1963).
- 29 octobre : Paul Émile Lecomte, peintre français († 19 septembre 1950).
- 30 octobre : Constant Duval, peintre, affichiste et dessinateur français († 1956).

### Novembre
- 3 novembre : Charles-Albert Walhain, peintre et sculpteur français († 1936).
- 4 novembre : Florence Culwick, musicienne et cheffe de cœur irlandaise († 30 août 1929).
- 6 novembre : Virginia E. Jenckes, femme politique américaine († 9 janvier 1975).
- 8 novembre :
- Lucy Hayes Herron, socialite et golfeuse américaine († 27 juillet 1961).
- Robert Homans, acteur américain († 28 juillet 1947).
- 10 novembre : François de Hérain, peintre, sculpteur et graveur français († 29 mai 1962).
- 11 novembre : Emil Cardinaux, peintre suisse († 2 octobre 1936).
- 13 novembre : Maurice Renders, peintre français († 16 mars 1951).
- 16 novembre : Halliwell Hobbes, acteur britannique († 20 février 1962).
- 21 novembre : Sigfrid Karg-Elert, pianiste, organiste et compositeur allemand († 9 avril 1933).
- 23 novembre : Marcel Couchaux, peintre français de l'École de Rouen († 18 avril 1939).
- 25 novembre :
- Harley Granville Barker, dramaturge, acteur, directeur de théâtre et metteur en scène britannique († 31 août 1946).
- John Larkin (acteur, 1877-1936), acteur afro-américain († 18 mars 1936).

### Décembre
- 2 décembre : André Félix Roberty, peintre français († 12 mars 1963).
- 8 décembre : Paul Ladmirault, compositeur français († 30 octobre 1944).
- 13 décembre :
  - Henri Bercher, peintre suisse († 18 août 1970).
  - Léon Hamonet, peintre français († 12 février 1953).
  - Mykola Leontovych, compositeur et chef de chœur ukrainien († 23 janvier 1921).
- 15 décembre : Shefqet Verlaci, homme politique albanais († 21 juillet 1946).
- 18 décembre : Sidney Bracey, acteur australo-américain († 5 août 1942).
- 22 décembre : Louis Baudon, peintre français († 10 février 1939).

### Date précise inconnue
- Aslan-Beg Abachidze, officier géorgien († 1924).
- Benoît Batraville, enseignant et résistant haïtien († 1920).
- Émile Chaumont, peintre français († 31 mars 1927).
- Pierre-Roger Claudin, illustrateur et peintre français († 1936).
- Joseph Giavarini, sculpteur d'art brut suisse († 1934).
- César Giris, peintre, dessinateur, caricaturiste, scénographe et sculpteur italien († octobre 1941).
- Kosaka Gajin, peintre japonais († 1953).
- Henri Hourtal, peintre français († 1944).
- Hachiro Nakagawa, peintre de paysages japonais († 1922).
- Jin Yunpeng, général et homme politique chinois († 30 janvier 1951).
- Lluís d'Ossó, pionnier du football espagnol, membre fondateur du FC Barcelone († 1er février 1931).
- Udo Steinberg, joueur et entraineur de football allemand († 25 décembre 1919).
- Constantin Vechtchilov, peintre impressionniste russo-américain († 4 avril 1945).

## Décès en 1877
- 5 janvier : Carl Timoleon von Neff, peintre, conservateur germano-balte sujet de l'Empire russe (° 14 octobre 1804).
- 13 janvier : Frédéric Peyson, peintre français (° 21 mars 1807).
- 21 janvier : Alexandre Brioullov, peintre et architecte russe (° 10 décembre 1798).
- 25 janvier : Francis Stacker Dutton, explorateur et homme politique britannique (° 18 octobre 1818).

- 1er février : Léon Gatayes, harpiste, compositeur, critique musical et chroniqueur sportif français (° 25 décembre 1805).
- 13 février : Auguste Hüssener, graveuse et peintre allemande (° 1789).
- 18 février : Ernst Ludwig von Gerlach, homme politique prussien (° 7 mars 1795).
- 27 février : Alfred-Édouard Billioray, personnalité de la Commune de Paris et peintre français (° 1er mai 1841).

- 6 mars : Johann Jacoby, médecin et homme politique prussien (° 1er mai 1805).
- 13 mars : Cristóbal Oudrid, pianiste, compositeur de zarzuelas et chef d'orchestre espagnol (° 7 février 1825).
- 14 mars : Juan Manuel de Rosas, homme politique et militaire espagnol puis argentin (° 30 mars 1793).
- 24 mars : Léon Belly, peintre et orientaliste français (° 18 avril 1827).
- 31 mars : Charles-François Marchal, peintre français (° 10 avril 1825).

- 3 avril : Jean-Baptiste Madou, peintre, illustrateur, lithographe et aquafortiste belge (° 3 février 1796).
- 6 avril : Isidoro Rosell y Torres, bibliothécaire espagnol, spécialiste de la gravure (° 1845).
- 7 avril : Errico Petrella, compositeur d'opéras italien (° 10 décembre 1813).
- 8 avril : Philippe-Auguste Jeanron, peintre, dessinateur, lithographe et écrivain français (° 10 mai 1809).
- 10 avril : Raphaël Donguy, peintre, décorateur et fresquiste français (° 15 février 1812).
- 18 avril : Franz Hanfstaengl, peintre, lithographe et photographe allemand (° 1er mars 1804).
- 24 avril : Jean-Baptiste Barré, sculpteur et peintre français (° 28 septembre 1804).
- 26 avril : Louise Bertin, poétesse et compositrice française (° 15 février 1805).

- 11 mai : Johann Heinrich Achterfeld, théologien allemand (° 1er juin 1788).
- 23 mai : Theodor Lachner, organiste et compositeur allemand (° 1788).
- 24 mai : Michel Domingue, homme politique et militaire haïtien (° 28 juillet 1813).

- 3 juin : Camille de Briey, homme politique et diplomate belge (° 27 juin 1799).
- 24 juin : Robert Dale Owen, homme politique américain (° 7 novembre 1801).
- 25 juin :
  - Pierre-Paul Cavaillé, peintre français (° 2 mars 1827).
  - Léonce de Vogüé, homme politique et agriculteur français (° 4 mai 1805).

- 8 juillet : Filippo de Angelis, cardinal italien (° 16 avril 1792).
- 18 juillet : Joseph Anderson, officier et homme politique britannique (° 1er juillet 1790).
- 30 juillet : Médéric Lanctôt, avocat, journaliste et  homme politique canadien (° 7 décembre 1838).

- 2 août : James Douglas, administrateur colonial britannique (° 15 août 1803).
- 11 août : Édouard Daliphard, peintre français (° 24 septembre 1833).

- 3 septembre : Adolphe Thiers, président de la République française (° 15 avril 1797).
- 9 septembre : Filippo Parlatore, botaniste italien (° 8 août 1816).
- 17 septembre: Pomare IV, Reine de Tahiti, Moorea et dépendance (° 28 février 1813).
- 23 septembre : Urbain Le Verrier, mathématicien, astronome, météorologue et homme politique français (° 11 mars 1811).

- 12 octobre : Prosper Barbot, peintre français (° 21 mai 1798).
- 14 octobre : Antoine Elwart, compositeur, musicologue et musicographe français (° 19 septembre 1808).
- 25 octobre : Auguste Borget, peintre français (° 25 août 1808).
- 27 octobre :  Julius Rühlmann, musicien allemand (° 28 février 1816).
- 28 octobre : Johann von Herbeck, chef d'orchestre et compositeur autrichien (° 25 décembre 1831).
- 29 octobre : Kaspar Braun, peintre, dessinateur, illustrateur, graveur sur bois, et éditeur allemand (° 13 août 1807).
- 30 octobre : Louis-Auguste Moreaux, peintre franco-brésilien (° 7 mars 1817).

- 3 novembre : Gustave Brion, peintre et illustrateur français (° 24 octobre 1824).
- 5 novembre : Caroline Swagers, peintre française (° 28 août 1808).
- 13 novembre : Adolphus Slade, officier naval et auteur britannique devenu amiral ottoman (° 1804).

- 9 décembre : Ferdinand Piercot, homme politique belge (° 12 septembre 1797).
- 12 décembre : José Martiniano de Alencar, écrivain brésilien (° 1er mai 1829).
- 17 décembre : Louis Jean Baptiste d’Aurelle de Paladines, militaire français, général de division (° 9 janvier 1804).
- 18 décembre : Philipp Veit, peintre allemand (° 13 février 1793).
- 20 décembre : Heinrich Daniel Ruhmkorff, ingénieur allemand (° 15 janvier 1803).
- 29 décembre :
  - Adolfo Alsina, jurisconsulte et homme politique argentin (° 4 janvier 1829).
  - Zacarias de Góis e Vasconcelos, homme d'État et avocat brésilien (° 5 novembre 1815).
- 31 décembre : Gustave Courbet, peintre français (° 10 juin 1819).

- Date inconnue :
  - Luigi Riccardi, peintre italien (° 8 octobre 1808).
  - Jules Denefve, violoncelliste, compositeur et chef d'orchestre belge (° 1814).
  - Pacifique-Henri Delaporte, diplomate français (° 1815).
  - Emelina Peyrellade, écrivaine et traductrice cubaine (° 1842).